# レッド・レヴィン
サミュエル・"レッド"・レヴィン(Samuel "Red" Levine、1903年12月27日 - 1972年)はアメリカ・ニューヨークのギャングで殺し屋。あだ名の「レッド」は、髪が赤かったことにちなむ。

## 概要
正統派ユダヤ教徒で、安息日には殺しを実行しなかったことで知られている。彼は悪名高い殺人請負組織マーダー・インク("Murder, Inc., ")の一員で、ジョー・マッセリア、サルヴァトーレ・マランツァーノ殺害の実行犯だった。
なお、彼の生涯についてはほとんどわかっておらず、逮捕時に警察で撮影された写真くらいでしか彼の風貌を知ることはできない。
生年については1902年の可能性もあり、1972年に没したとされる（英語版より）。